# Дубровка (Меленковский район)
Дубро́вка — населённый пункт в Меленковском районе Владимирской области. Входит в состав Бутылицкого сельского поселения.

## География
Деревня расположена в 2 км на запад от центра поселения села Бутылицы и в 23 км на север от райцентра города Меленки.

### Природные ресурсы
В окрестностях деревни произрастает широкое разнообразие видов сосудистых растений. Населенный пункт окружен смешанными лесами.

## История
В XIX — первой четверти XX века деревня входила в состав Бутылицкой волости Меленковского уезда, с 1926 года — в составе Муромского уезда. В 1859 году в деревне числилось 17 дворов, в 1905 году — 31 дворов, в 1926 году — 42 двора.
С 1929 года деревня входила в состав Бутылицкого сельсовета Меленковского района, с 2005 года — в составе Бутылицкого сельского поселения.

## Население
| 1859 | 1905 | 1926 | 2002 | 2010 | 2021 |
| ---- | ---- | ---- | ---- | ---- | ---- |
| 120  | ↗188 | ↗223 | ↘24  | →24  | ↘18  |